# Мартиновська сільська рада (Єльцовський район)
Марти́новська сільська рада (рос. Мартыновский сельский совет) — сільське поселення у складі Єльцовського району Алтайського краю Росії.
Адміністративний центр — село Мартиново.

## Населення
Населення — 1315 осіб (2019; 1403 в 2010, 1794 у 2002).

## Склад
До складу сільської ради входять:
| Населений пункт | Населення, осіб (2002) | Населення, осіб (2010) |
| --------------- | ---------------------- | ---------------------- |
| Аксьоново, село | 60                     | 25                     |
| Брагино, село   | 129                    | 88                     |
| Мартиново, село | 1605                   | 1290                   |